# Eleccions regionals de Sardenya de 2024
Les eleccions regionals de Sardenya de 2024 van tenir lloc el 25 de febrer de 2024. L'elecció va ser per escollir als 60 diputats del Consell Regional així com el president, que també és alhora diputat del Consell.

## Context polític
El novembre de 2023, el Partit Demòcrata i el Moviment Cinc Estrelles van anunciar Alessandra Todde (M5S), exsotssecretària del Ministeri de Desenvolupament Econòmic durant el segon govern de Conte, com a candidata conjunta per a la coalició de centreesquerra. La decepció pel que fa a l'acord entre PD i M5S, però, va sorgir entre potencials socis de coalició com Itàlia Viva i Més Europa, que sempre havien estat escèptics sobre la cooperació amb M5S, però també des del mateix partit amb Renato Soru, expresident de Sardenya, criticant la decisió de no celebrar primàries internes per elegir el candidat. Aquestes desavinences van portar a Soru a formalitzar la seva candidatura com a independent menys d'una setmana després, aconseguint immediatament el suport de Més Europa i Unió Popular Cristiana, posteriorment també d'Acció, del Partit de la Refundació Comunista, d'una llista de dissidents del PD i d'una coalició de moviments independentistes.
La coalició de centredreta també es va enfrontar a divisions internes, amb el president en funcions, Christian Solinas, que cercava la reelecció amb el suport del Partit Sard d'Acció i la Lega, però no el de Germans d'Itàlia, el coordinador regional dels quals va demanar un canvi de direcció. Durant una reunió del 4 de gener, la majoria dels membres de la coalició van optar per Paolo Truzzu (FdI), alcalde en funcions de Càller, com a candidat a la presidència, el que va provocar rumors sobre un possible trencament de la coalició.
Les converses per arribar a un acord sobre una candidatura unitària van continuar sense èxit durant un parell de setmanes, però la sobtada notícia que Solinas estava sota investigació per corrupció va reduir significativament les seves possibilitats de ser un candidat factible. Això, juntament amb la voluntat de l'altre soci de la coalició de comprometre's amb la Lega sobre altres candidatures regionals i sobre la introducció d'un tercer mandat per als governadors regionals, va portar finalment el partit a anunciar el seu suport a la candidatura de Truzzu el 19 de gener. Poc després de l'anunci de Lega, Solinas es va retirar oficialment de la cursa, amb PSd'Az escollint donar suport a Truzzu.
La quarta candidata a incorporar-se a la carrera va ser Lucia Chessa, líder del partit regionalista Rossomori. També ho va intentar Maria Rosaria Randaccio amb el suport dels dos moviments euroescèptics i antisistema Força del Poble i Zona Franca de Sardenya, però la seva candidatura va ser rebutjada per l'autoritat electoral per no haver reunit les signatures necessàries per participar-hi.

## Resultats
|                                              |                  |         |      |        |                                   |                   |        |      |        |
| Candidats                                    | Candidats        | Vots    | %    | Escons | Partits                           | Partits           | Vots   | %    | Escons |
|                                              | Alessandra Todde | 331,109 | 45.4 | 1      |                                   | Partit Democràtic | 94,411 | 13.8 | 11     |
|                                              | Alessandra Todde | 331,109 | 45.4 | 1      | Moviment 5 Estrelles              | 53,066            | 7.8    | 7    |        |
|                                              | Alessandra Todde | 331,109 | 45.4 | 1      | Aliança Verds i Esquerra          | 31,856            | 4.7    | 4    |        |
|                                              | Alessandra Todde | 331,109 | 45.4 | 1      | Units per Alessandra Todde        | 27,261            | 4.0    | 3    |        |
|                                              | Alessandra Todde | 331,109 | 45.4 | 1      | Horitzó Compartit                 | 20,824            | 3.0    | 3    |        |
|                                              | Alessandra Todde | 331,109 | 45.4 | 1      | Progressistes                     | 20,761            | 3.0    | 3    |        |
|                                              | Alessandra Todde | 331,109 | 45.4 | 1      | Futura Esquerra                   | 20,410            | 3.0    | 3    |        |
|                                              | Alessandra Todde | 331,109 | 45.4 | 1      | Partito Socialista – SIE          | 11,529            | 1.7    | 1    |        |
|                                              | Alessandra Todde | 331,109 | 45.4 | 1      | Fortza Paris                      | 5,950             | 0.9    | –    |        |
|                                              | Alessandra Todde | 331,109 | 45.4 | 1      | Democràcia Solidària              | 4,652             | 0.7    | –    |        |
| Total                                        | Total            | 331,109 | 45.4 | 1      | 290,720                           | 42.6              | 35     |      |        |
|                                              | Paolo Truzzu     | 328,494 | 45.0 | 1      |                                   | Germans d'Itàlia  | 93,122 | 13.6 | 7      |
|                                              | Paolo Truzzu     | 328,494 | 45.0 | 1      | Riformatori Sardi                 | 48,423            | 7.1    | 3    |        |
|                                              | Paolo Truzzu     | 328,494 | 45.0 | 1      | Forza Italia                      | 43,171            | 6.3    | 3    |        |
|                                              | Paolo Truzzu     | 328,494 | 45.0 | 1      | Sardenya al centre 2020           | 37,513            | 5.5    | 3    |        |
|                                              | Paolo Truzzu     | 328,494 | 45.0 | 1      | Partit Sard d'Acció               | 36,997            | 5.4    | 2    |        |
|                                              | Paolo Truzzu     | 328,494 | 45.0 | 1      | Aliança Sarda – PLI               | 27,896            | 4.1    | 2    |        |
|                                              | Paolo Truzzu     | 328,494 | 45.0 | 1      | Lega Sardegna                     | 25,609            | 3.7    | 2    |        |
|                                              | Paolo Truzzu     | 328,494 | 45.0 | 1      | Unió del Centre                   | 19,056            | 2.8    | 1    |        |
|                                              | Paolo Truzzu     | 328,494 | 45.0 | 1      | Democràcia Cristiana amb Rotondi  | 2,086             | 0.3    | –    |        |
| Total                                        | Total            | 328,494 | 45.0 | 1      | 333,873                           | 48.8              | 23     |      |        |
|                                              | Renato Soru      | 63,100  | 8.6  | –      |                                   | Sardinia Project  | 23,706 | 3.5  | –      |
|                                              | Renato Soru      | 63,100  | 8.6  | –      | Vota Sardenya                     | 10,849            | 1.6    | –    |        |
|                                              | Renato Soru      | 63,100  | 8.6  | –      | Acció – Més Europa – LDE – UPC    | 10,554            | 1.5    | –    |        |
|                                              | Renato Soru      | 63,100  | 8.6  | –      | Liberu                            | 4,954             | 0.7    | –    |        |
|                                              | Renato Soru      | 63,100  | 8.6  | –      | Partit de la Refundació Comunista | 4,506             | 0.7    | –    |        |
| Total                                        | Total            | 63,100  | 8.6  | –      | 54,569                            | 8.0               | –      |      |        |
|                                              | Lucia Chessa     | 7,158   | 1.0  | –      |                                   | Sardenya R-Esiste | 4,040  | 0.6  | –      |
|                                              |                  |         |      |        |                                   |                   |        |      |        |
| Vots invàlids                                | Vots invàlids    |         | –    |        |                                   |                   |        |      |        |
| Total candidats                              | Total candidats  |         |      | 2      | Total partits                     | Total partits     |        |      | 58     |
| Votants registrats                           |                  |         |      |        |                                   |                   |        |      |        |
| Font: Regió Autònoma de Sardenya – Resultats |                  |         |      |        |                                   |                   |        |      |        |